# Заземлювач

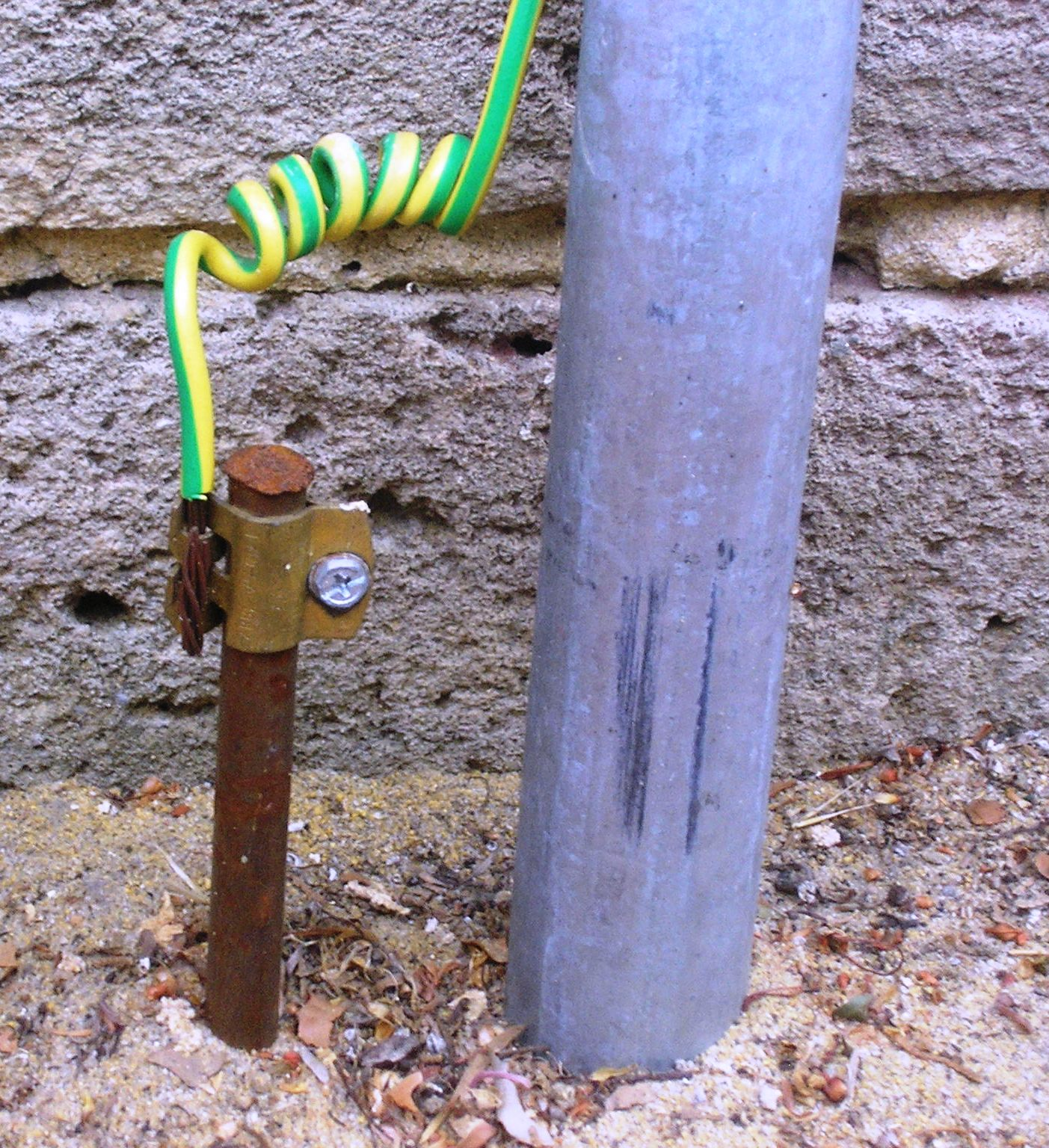
Заземлювач у вигляді металевого стрижня з під'єднаним заземлювальним провідником

Зазе́млювач (рос. заземлитель; англ. earth electrode, ground electrode (US); нім. Erdelektrode f, Erder m) — провідна частина (провідник) або сукупність з'єднаних між собою провідних частин (провідників), що перебуває в електричному контакті із землею безпосередньо або через проміжне струмопровідне середовище (наприклад бетон).
Заземлювач використовується для заземлення частин кола та здатний витримувати протягом нормативного часу струми за ненормальних умов, таких як коротке замикання, але не передбачений для проведення струму за нормальних умов роботи у колі.
Заземлювач може спричиняти вимикання споживачів за умови короткого замикання чи появи різницевих струмів засобами аварійного захисту та пристроями захисного відключення.
Заземлювачі можуть бути як природними, так і штучними.
Штучний заземлювач — такий заземлювач, який спеціально монтують і використовують з метою заземлення.
Природний заземлювач — такий заземлювач, який первісно монтується для інших цілей, ніж заземлення, але крім своїх безпосередніх функцій одночасно може виконувати функції заземлювача (наприклад, арматура фундаментів будівель і опор повітряних ліній, трубопроводи комунікацій будівель і споруд тощо).
Електрично незалежні заземлювачі — заземлювачі, розташовані на такій відстані один від одного, що максимально можливий струм, який може стікати в землю по одному з них, суттєво не впливає на електричний потенціал інших.